# TIS (企業)
TIS株式会社（ティアイエス、英: TIS Inc.）は、東京都新宿区に本社を置く、国内大手のシステムインテグレーター。JPX日経インデックス400の構成銘柄の一つ。TISインテックグループの事業持株会社。

## 概要
1971年（昭和46年）4月、三和銀行（現在の三菱UFJ銀行）のシステム子会社として大阪で設立された。三和グループに属する企業で構成されるみどり会の会員企業でもある。
JCBを中心としたクレジットカード会社の基幹システム開発に強みを持ち、国内市場シェアは約50%で首位。
また、ブランドデビットカードのシステム開発にも強みを発揮しており、国内市場シェアは約80%と圧倒的なシェアを誇る。

## 沿革

### （旧）TIS
- 1971年04月 - 株式会社東洋情報システムを設立。大阪府大阪市東区（現：中央区）でソフトウェア開発サービスを開始。
- 1973年08月 - 大阪府吹田市に本社ビル（現：大阪センター）完成、センターサービス、オンラインサービスの本格営業を開始。
- 1975年10月 - 東洋コンピューターサービス株式会社を合併。
- 1976年11月 - 東洋データサービス株式会社（現：TISシステムサービス株式会社）を設立。
- 1984年12月 - 東京センター（現：東京第1センター）開業。
- 1987年11月 - 大阪証券取引所市場第二部に株式を上場。
- 1988年07月 - 米国カリフォルニア州に全額出資の現地法人　Toyo Information System（s USA）Co.,Ltd（現：TIS Ventures, Inc.）を設立。
- 1990年02月 - 東京証券取引所市場第二部に株式を上場。
- 1991年09月 - 東京証券取引所及び大阪証券取引所市場第一部指定替え。
- 2000年04月 - 株式会社小松製作所の情報サービス子会社であるコマツソフト株式会社（現：クオリカ株式会社）の株式を取得。
- 2001年
  - 1月 - TIS株式会社に商号変更。東京本社ビルを移転・統合。
  - 4月 - 東京第2、第3 センター開業。
- 2002年02月 - 株式会社アグレックスの株式を取得。
- 2003年06月 - 中国上海市に全額出資の現地法人TIS（I Shanghai）Co., Ltd.（ 提愛斯数碼（上海）有限公司）を設立。
- 2004年04月 - 株式会社ユーフィットの株式を取得。
- 2005年04月 - 旭化成情報システム株式会社（現：AJS株式会社）の株式を取得。
- 2008年
  - 2月 - 天津提愛斯海泰信息系統有限公司を設立。
  - 4月 - 株式会社インテックホールディングスと共同持株会社ITホールディングス株式会社（現在のTIS株式会社）を設立。
- 2009年05月 - 次世代型データセンター「心斎橋gDC」全面開業。
- 2010年04月 - 中国天津に「天津濱海高新インターネットデータセンター」を全面開業。
- 2011年
  - 4月
    - TIS株式会社、ソラン株式会社、株式会社ユーフィットが合併。新生「TIS株式会社」が発足。
    - 東京都品川区に次世代型データセンター「GDC御殿山」開業。

  - 10月 - オンサイトサービス事業を子会社シーエスティに集約し、社名を「TIS ソリューションリンク株式会社」に変更。
  - 12月 - 東京本社ビルを西新宿に移転し、東京地区のオフィスを集約。
- 2012年
  - 1月 - TISI (Singapore) Pte. Ltd.を設立。
  - 4月 - ティアイエスシステムサービス株式会社と株式会社システムサポートが合併し、社名を「TISシステムサービス株式会社」に変更。
- 2013年
  - 1月 - BMコンサルタンツ株式会社を子会社化し、社名を「TISビジネスコンサルタンツ株式会社」に変更。
  - 4月 - 子会社の社名をTISの名前を冠した社名に統一。
  - 5月 - 都市型データセンター「心斎橋gDC」を拡張し、「心斎橋gDC-EX」開業。
  - 10月 - ジャカルタ駐在員事務所、バンコク駐在員事務所を設立。
- 2014年
  - 6月 - タイのSAPトータルソリューションプロバイダー「I AM Consulting Co., Ltd.」を子会社化。
  - 10月 - TISファーストマネージ株式会社とTISソリューションリンク株式会社が合併し、「TISソリューションリンク株式会社」に。
  - 11月 - TISI（Thailand）Co., Ltd.を設立。
- 2015年
  - 7月 - TIS長野株式会社を設立。
  - 10月 - 2016年7月にITホールディングス(株)が当社を吸収合併、事業持株会社とし、社名をTIS株式会社とすることを発表。そのため、インテックなどその他のITホールディングスグループ会社は新生TIS(株)傘下の子会社となる。
- 2016年4月 - 事業再編の一環として、TIS(株) と (株)インテックの間で一部事業を再配置。

### （新）TIS（旧ITホールディングス株式会社）
- 2016年07月 - ITホールディングス株式会社がTIS株式会社（旧）を吸収合併し、TIS株式会社（新）に商号変更。
- 2018年07月 - 子会社であるITサービスフォース(株)を吸収合併。
- 2019年
  - 4月 - 会津若松市のICTオフィス「AiCT」内に拠点を開設[4]。
  - 11月 - 2021年度にTISおよび同グループの主要会社であるインテックの事業機能を豊洲の新オフィス（豊洲ベイサイドクロスタワー）へ集約することを発表。なお現在の西新宿オフィス（住友不動産新宿グランドタワー）にはTISとインテックの本社機能を集約する計画。
- 2020年
  - 1月 - モバイル決済に関するソフト・サービス開発の米「Sequent Software Inc.」を子会社化。
  - 2月 - 古田新太、千葉雄大出演のTVCMを東名阪エリアで放映開始。
  - 4月 - 株式分割（1:3）を実施。
  - 8月 - 澪標アナリティクス株式会社を子会社化。
  - 10月
    - 千代田システムテクノロジーズ株式会社からIT事業を分社化して設立した新会社「TIS千代田システムズ株式会社」を子会社化。
    - タイのITサービス企業「MFEC Public  Co., Ltd.」を子会社化。
- 2021年10月 - 連結子会社である中央システム株式会社の発行済全株式を、ベーシック・キャピタル・マネジメント株式会社に譲渡。
- 2026年7月1日（予定） - インテックを吸収合併し、TISI株式会社（英: TISI Inc.）に商号変更する予定。また、同日付で監査等委員会設置会社に移行する予定[5]。

## 事業所

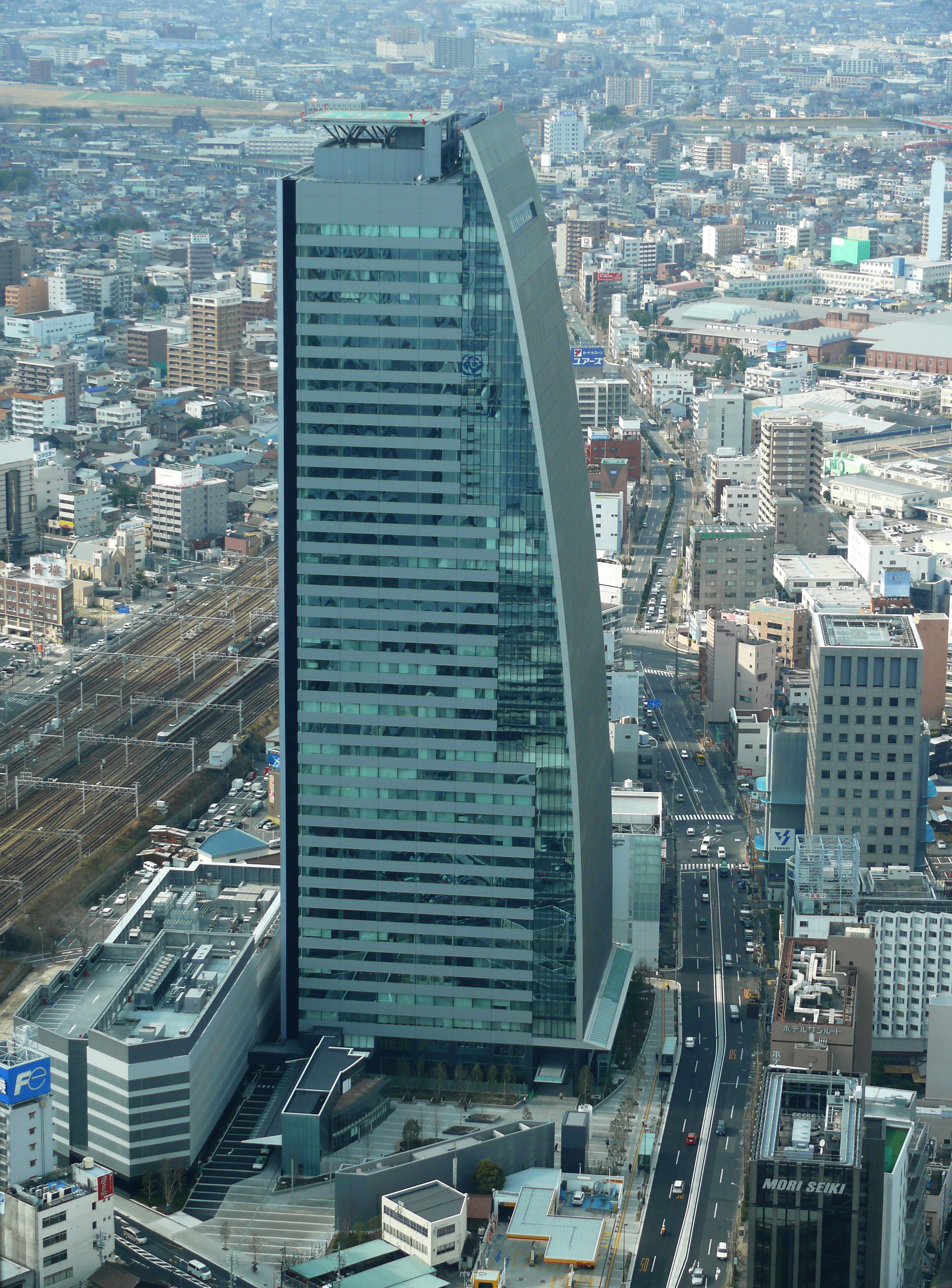
名古屋本社が入居する名古屋ルーセントタワー

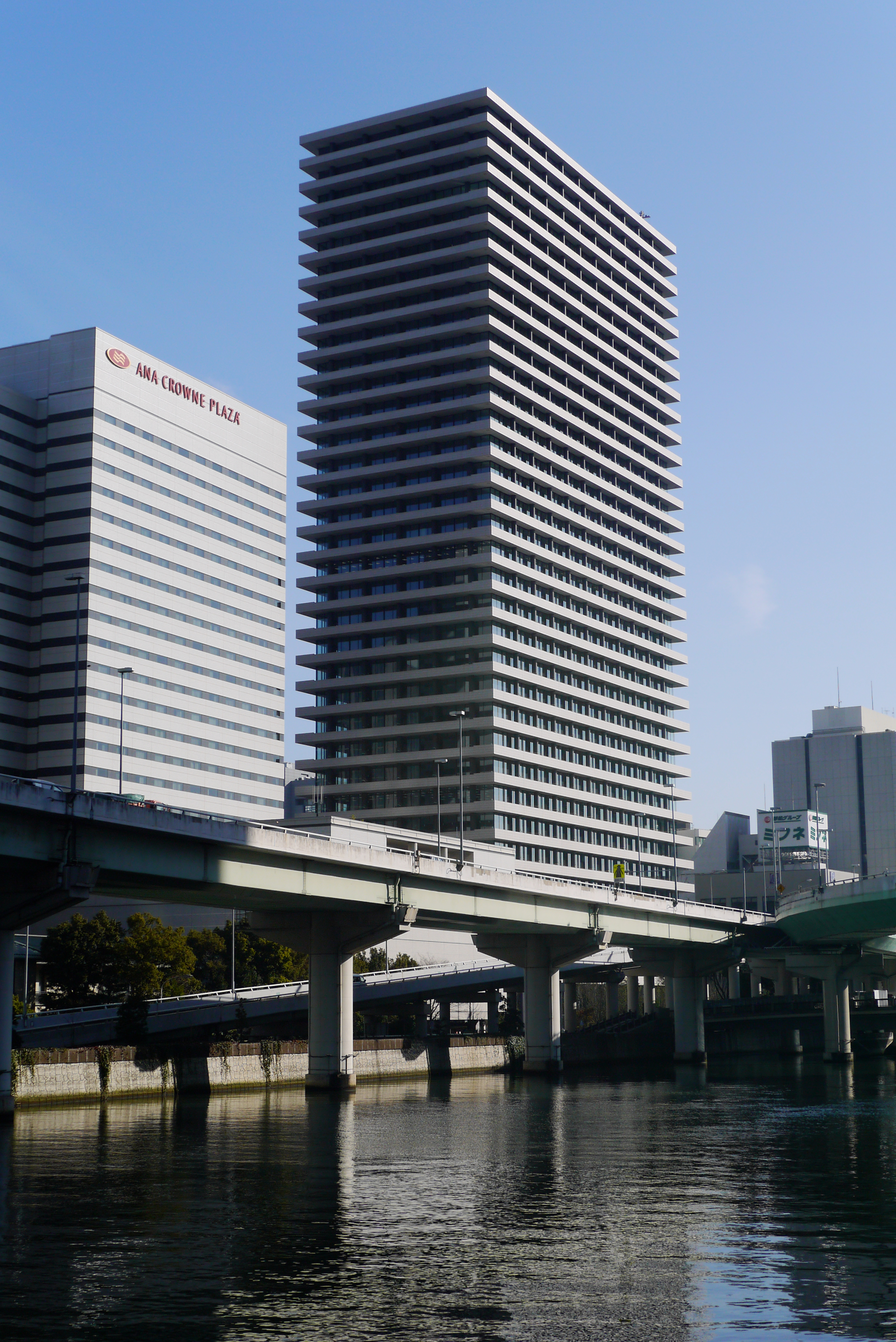
大阪本社が入居する新ダイビル

- 東京本社 - 東京都新宿区西新宿8-17-1　住友不動産新宿グランドタワー
- 名古屋本社 - 愛知県名古屋市西区牛島町6-1　名古屋ルーセントタワー
- 大阪本社 - 大阪府大阪市北区堂島浜1-2-1　新ダイビル
- 九州支社 - 福岡県福岡市博多区博多駅東2-5-1 アーバンネット博多ビル
- 豊洲オフィス - 東京都江東区豊洲2-2-1　豊洲ベイサイドクロスタワー
- 名古屋アーバンネットオフィス - 愛知県名古屋市中区栄2-8-20 アーバンネットCS ビル
- 北京駐在員事務所 - 北京市東城区建国門南大街7号　北京万豪中心D座901室（100005）
- ホーチミン駐在員事務所 - PSO Business Center Room No.14, Floor 15, Lim II tower, 62A Cach Mang Thang Tam Street, Ward 6, District 3, Ho Chi Minh city, Vietnam
- ジャカルタ駐在員事務所 - Office Room / Suite No. GH19 Level 23 Plaza Marein, Jl. Jend. Sudirman Kav. 76-78, Jakarta, Indonesia 12910

## グループ企業
主要会社
- 株式会社インテック
- 株式会社アグレックス
- クオリカ株式会社
- AJS株式会社

国内グループ会社
- 株式会社アイ・ユー・ケイ
- 株式会社インテック ソリューション パワー
- 株式会社高志インテック
- 株式会社スカイインテック
- ソランピュア株式会社
- TISシステムサービス株式会社
- TISソリューションリンク株式会社
- TIS東北株式会社
- TISトータルサービス株式会社
- TIS長野株式会社
- TIS西日本株式会社
- TISビジネスコンサルタンツ株式会社
- TIS北京株式会社
- TIS北海道株式会社
- 登録管理ネットワーク株式会社
- 株式会社ネクスウェイ
- 北国インテックサービス株式会社
- 株式会社マイクロメイツ
- 株式会社Sales Lab
- 澪標アナリティクス株式会社
- TIS千代田システムズ株式会社

海外グループ会社
- 高律科（上海）信息系統有限公司
- 提愛斯数碼（上海）有限公司
- MFEC Public  Co., Ltd.
- I AM Consulting Co., Ltd.
- PromptNow Co., Ltd.
- TISI（Thailand）Co.,Ltd.
- I-AGREX (Thailand) Co., Ltd.
- QUALICA (Thailand) Co., Ltd.
- PromptNow (Myanmar) Co., Ltd.
- QUALICA Asia Pacific Pte. Ltd.
- TISI (Singapore) Pte. Ltd.
- AGREX DNP Vietnam Co., Ltd.
- INTEC Vietnam Co., Ltd.
- TIS Ventures, Inc.
- INTEC Innovative Technologies USA, Inc.
- Sequent Software Inc.

## CMイメージキャラクター
- 古田新太（2020年2月 - 2024年8月）[6][7]
- 千葉雄大（2020年2月 - 2024年8月）[6][7]
- 川口春奈（2021年2月 - 2024年8月）[7]
- 草彅剛（2024年8月 - ）
- 生見愛瑠（2024年8月 - ）